# Lijst van afleveringen van Louie
Dit is een lijst van afleveringen van de Amerikaanse televisieserie Louie. De serie telt tot nu toe vijf seizoenen. Een overzicht van alle afleveringen is hieronder te vinden. In 2015 werd het vijfde seizoen uitgezonden.

## Seizoen 1
Zowel de eerste twee als de laatste twee afleveringen van het eerste seizoen werden op dezelfde dag uitgezonden.
| Nr. | Titel aflevering    | Uitzenddatum VS  |
| --- | ------------------- | ---------------- |
| 1   | Pilot               | 29 juni 2010     |
| 2   | Poker / Divorce     | 29 juni 2010     |
| 3   | Dr. Ben / Nick      | 6 juli 2010      |
| 4   | So Old / Playdate   | 13 juli 2010     |
| 5   | Travel Day / South  | 20 juli 2010     |
| 6   | Heckler / Cop Movie | 27 juli 2010     |
| 7   | Double Date / Mom   | 3 augustus 2010  |
| 8   | Dogpound            | 10 augustus 2010 |
| 9   | Bully               | 17 augustus 2010 |
| 10  | Dentist / Tarese    | 24 augustus 2010 |
| 11  | God                 | 31 augustus 2010 |
| 12  | Gym                 | 7 september 2010 |
| 13  | Night Out           | 7 september 2010 |

## Seizoen 2
De achtste en negende aflevering werden op dezelfde dag uitgezonden. De elfde aflevering duurde ongeveer 60 minuten en speelde zich af in het Midden-Oosten. De aflevering werd opgedragen aan regisseur Tim Hetherington. Het idee voor deze aflevering kwam van Louis C.K.'s 6 jaar oude dochter Mary Louise.
| Nr. | Titel aflevering     | Uitzenddatum VS   |
| --- | -------------------- | ----------------- |
| 1   | Pregnant             | 23 juni 2011      |
| 2   | Bummer / Blueberries | 30 juni 2011      |
| 3   | Moving               | 7 juli 2011       |
| 4   | Joan                 | 14 juli 2011      |
| 5   | Country Drive        | 21 juli 2011      |
| 6   | Subway / Pamela      | 28 juli 2011      |
| 7   | Oh Louie / Tickets   | 4 augustus 2011   |
| 8   | Come On, God         | 11 augustus 2011  |
| 9   | Eddie                | 11 augustus 2011  |
| 10  | Halloween / Ellie    | 18 augustus 2011  |
| 11  | Duckling             | 25 september 2011 |
| 12  | Niece                | 1 september 2011  |
| 13  | New Jersey / Airport | 8 september 2011  |

## Seizoen 3
| Nr. | Titel aflevering                | Uitzenddatum VS   |
| --- | ------------------------------- | ----------------- |
| 1   | Something is Wrong              | 28 juni 2012      |
| 2   | Telling Jokes / Set Up          | 5 juli 2012       |
| 3   | Miami                           | 12 juli 2012      |
| 4   | Daddy's Girlfriend Part 1       | 19 juli 2012      |
| 5   | Daddy's Girlfriend Part 2       | 26 juli 2012      |
| 6   | Barney / Never                  | 2 augustus 2012   |
| 7   | Ikea / Piano Lesson             | 9 augustus 2012   |
| 8   | Dad                             | 16 augustus 2012  |
| 9   | Looking for Liz / Lilly Changes | 23 augustus 2012  |
| 10  | Late Show Part 1                | 30 augustus 2012  |
| 11  | Late Show Part 2                | 13 september 2012 |
| 12  | Late Show Part 3                | 20 september 2012 |
| 13  | New Year's Eve                  | 27 september 2012 |

## Seizoen 4
| Nr.   | Titel aflevering    | Uitzenddatum VS |
| ----- | ------------------- | --------------- |
| 1     | Back                | 5 mei 2014      |
| 2     | Model               | 5 mei 2014      |
| 3     | So Did the Fat Lady | 12 mei 2014     |
| 4     | Elevator Part 1     | 12 mei 2014     |
| 5     | Elevator Part 2     | 19 mei 2014     |
| 6     | Elevator Part 3     | 19 mei 2014     |
| 7     | Elevator Part 4     | 26 mei 2014     |
| 8     | Elevator Part 5     | 26 mei 2014     |
| 9     | Elevator Part 6     | 2 juni 2014     |
| 10    | Pamela Part 1       | 2 juni 2014     |
| 11–12 | In the Woods        | 9 juni 2014     |
| 13    | Pamela Part 2       | 16 juni 2014    |
| 14    | Pamela Part 3       | 16 juni 2014    |

## Seizoen 5
| Nr. | Titel aflevering | Uitzenddatum VS |
| --- | ---------------- | --------------- |
| 1   | Pot Luck         | 9 april 2015    |
| 2   | A La Carte       | 16 april 2015   |
| 3   | Cop Story        | 23 april 2015   |
| 4   | Bobby's House    | 30 april 2015   |
| 5   | Untitled         | 7 mei 2015      |
| 6   | Sleepover        | 14 mei 2015     |
| 7   | The Road Part 1  | 21 mei 2015     |
| 8   | The Road Part 2  | 28 mei 2015     |